# 中村柊斗
中村 柊斗（なかむら しゅうと）は日本の作家、劇作家、映画監督。東京都大田区出身。2010年、『夢幻の如く―異聞・本能寺の変』で作家デビュー。2013年、『アオギリにたくして』で、映画監督デビュー。

## 人物
- 作家の七尾与史とは『小説家入門山村教室』での盟友である。
- 成蹊大学中退後、演劇活動に入り、自ら劇団を作る。劇団解散後は劇作家としてジャパンアクションクラブ（現ジャパンアクションエンタープライズ）に作品を提供。
- 劇団四季にて十年間、外国人俳優の日本語指導に当たっていた。独自のメソッドで、十名以上の主演級俳優と、三十名近い準主役級俳優を育てる。現在はフリーで演技教師もしている。
- 別名義（中村哲也）で、１９９６年に『国籍を超えた若者たち』（ヤック企画）というドキュメンタリー本を著している。

## 作品リスト

### 単行本
- 『夢幻（むげん）の如く　異聞・本能寺の変』（廣済堂あかつき、2010年）
- 『奇蹟の如く　　異聞・島原の乱』（廣済堂、2011年）
- 『最後の贈り物』（双葉社、2012年）
- 『アオギリにたくして』（徳間書店、2013）

### 映画
- 『アオギリにたくして』（原作・脚本・監督）（2013年）
- ドキュメタリー映画『かけはし』第一章＆第二章（撮影・編集・監督）（2017年）